# Yes (Pet-Shop-Boys-Album)
Yes ist das zehnte Studioalbum der Pet Shop Boys. Es erschien in Großbritannien am 23. März 2009 bei Parlophone.

## Geschichte
Das Album wurde im Jahr 2008 gemeinsam mit dem Produzenten Brian Higgins und seinem Produktionsteam Xenomania aufgenommen. Higgins und sein Team sind auch als Co-Autoren dreier Stücke angegeben. Dazu zählt u. a. die erste Single Love etc., die gemeinsam mit Higgins entstand und ein Plädoyer für die reine Liebe darstellt, die nicht von Konsumgütern beeinflusst wird. Neil Tennant sagte zum Album: „Wir wollten einfach wieder eine positive Platte machen.“

## Rezeption
Michael Schuh von Laut.de nannte die Platte „das kommerziellste Album seit Jahren“ der Band und vergab vier von fünf Sternen.

## Titelliste (UK-Version)
1. Love etc.
2. All Over the World
3. Beautiful People
4. Did You See Me Coming?
5. Vulnerable
6. More Than a Dream
7. Building a Wall
8. King of Rome
9. Pandemonium
10. The Way it Used to Be
11. Legacy